# Эбонит

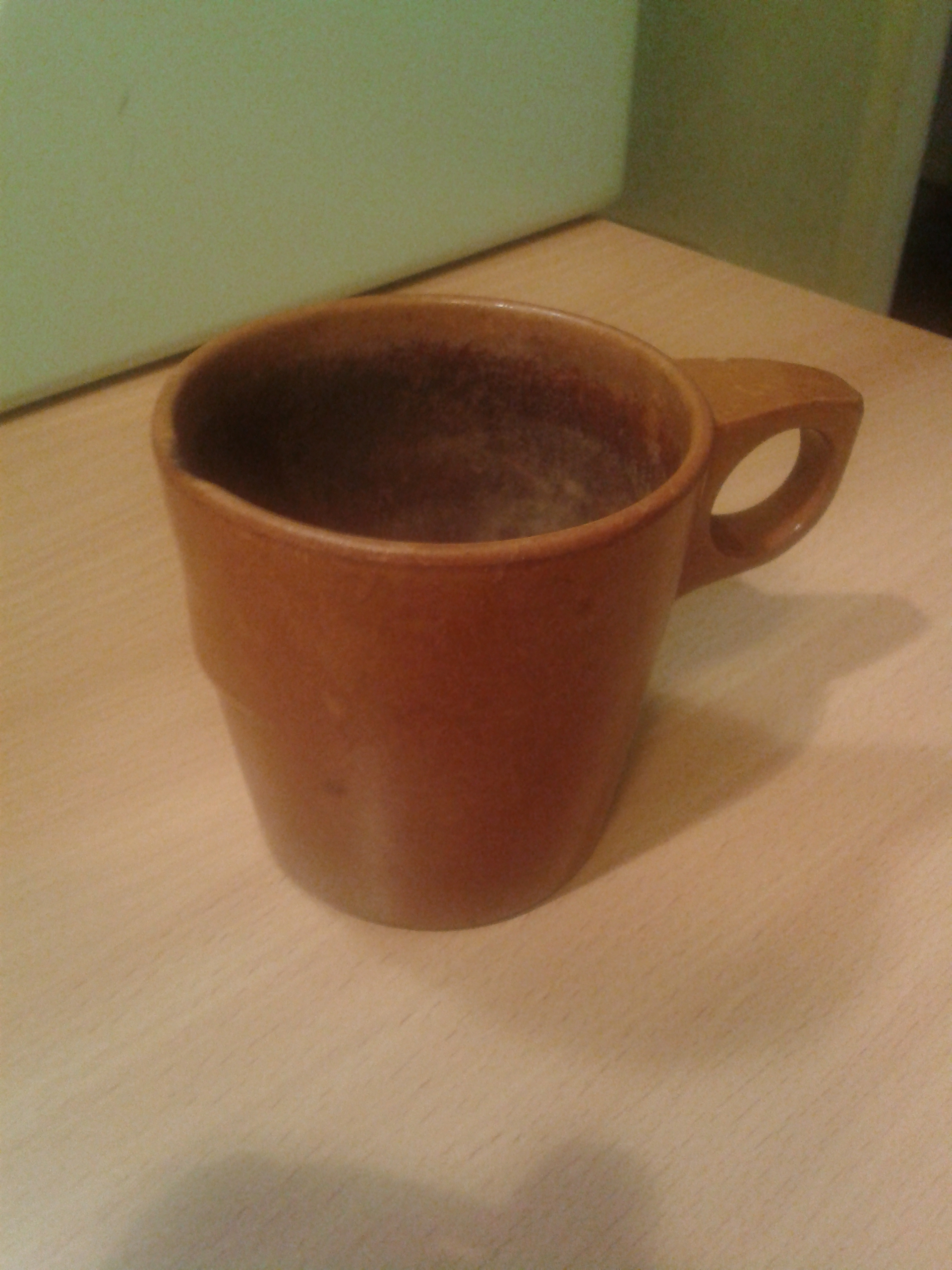
Кружка из эбонита времён Вьетнамской войны

Эбонит (от др.-греч. ἔβενος, ebenos — чёрное дерево) — высоковулканизированный каучук с большим содержанием серы (30—50 % в расчёте на массу каучука), обычно тёмно-бурого или чёрного цвета; химически инертен, имеет высокие электроизоляционные свойства. Под действием света поглощает влагу и выделяет серные кислоты.

## Свойства

Браслет из эбонита. XIX век

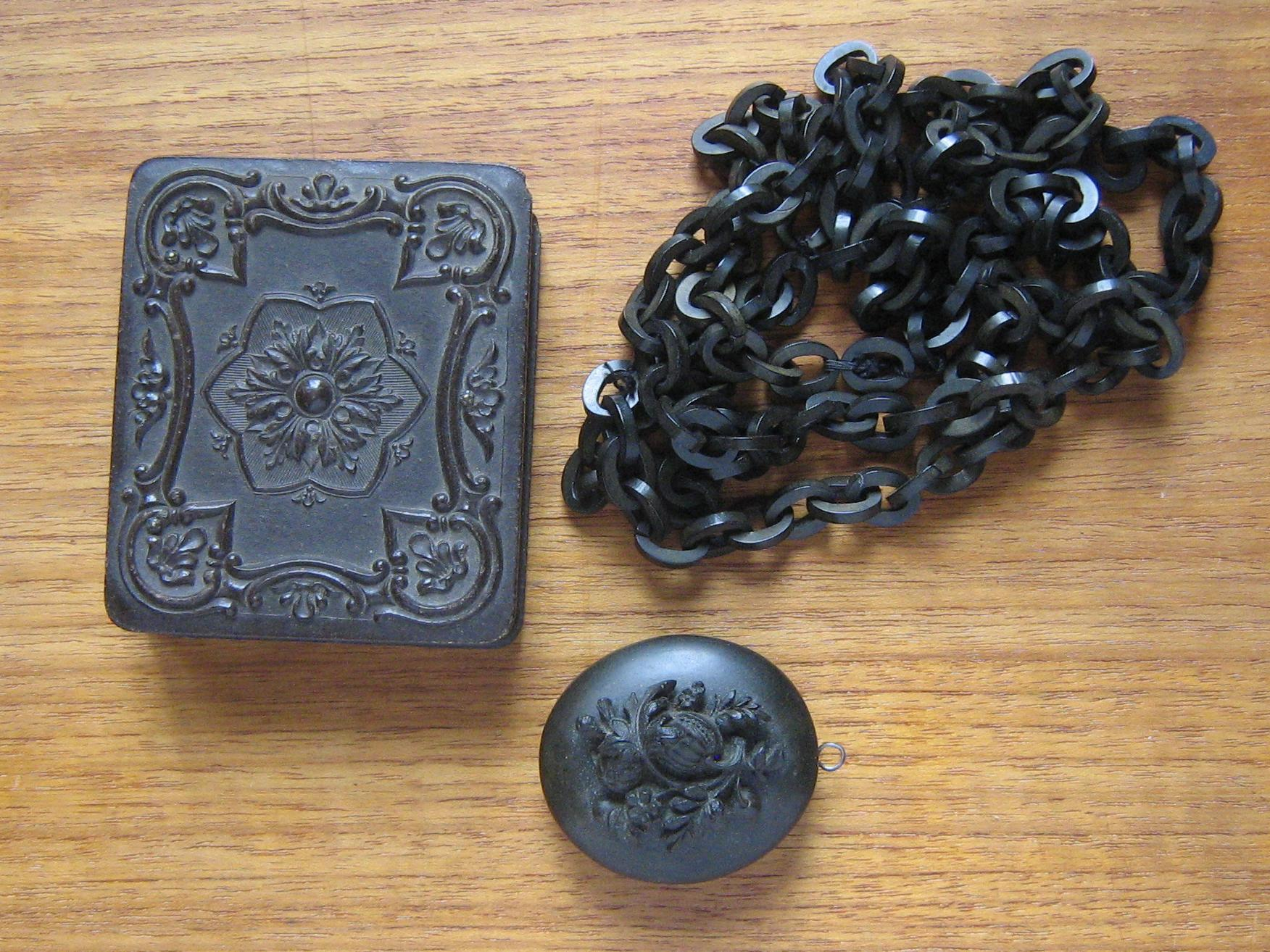
Поделки из эбонита

### Физические свойства
В отличие от эластичной резины, эбонит не проявляет высокой эластичности при обычных температурах и напоминает твёрдую пластмассу.
Эбонит становится высокоэластичным при температуре выше +55 °C.
- плотность 1,15—1,68 г/см³;
- модуль Юнга 2—3 ГПа (20⋅10³—30⋅10³ кгс/см²);
- прочность при растяжении 52-67 МН/м² (520—670 кгс/см²),
- удельное объёмное электрическое сопротивление 1014—1015 Ом⋅см.

### Полезные свойства
- хорошо поддаётся механической обработке;
- негигроскопичный;
- газонепроницаемый;
- кислотостойкий;
- стоек к действию оснований, солей, растительных и животных жиров;
- хороший электроизолятор;
- высокая относительная диэлектрическая проницаемость;

### Разрушение
Эбонит разрушается сильными окислителями, ароматическими и хлорированными углеводородами. Эбонит окисляется на ярком свету, приобретая зеленоватый оттенок. При высоких температурах обугливается.

## Использование

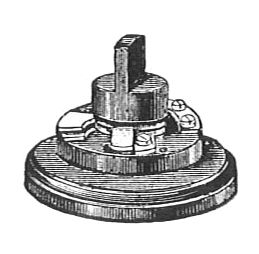
Электрический переключатель из эбонита, XIX век

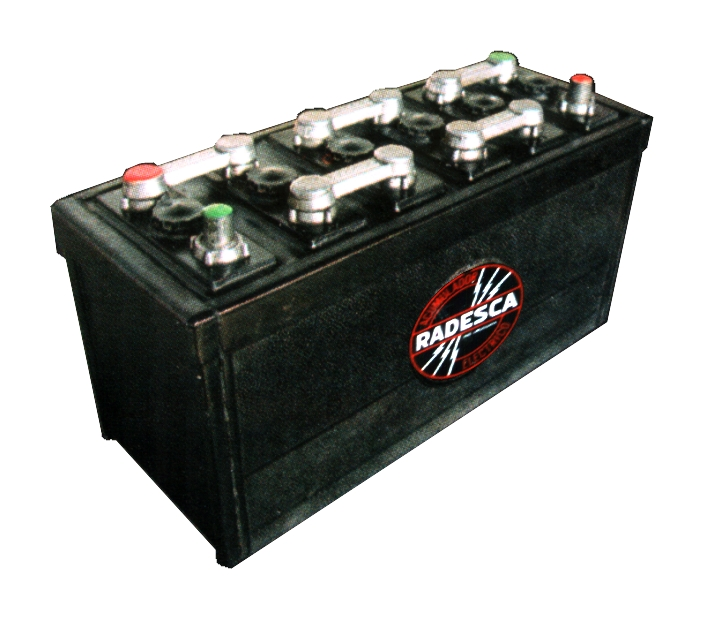
Эбонитовый корпус свинцово-кислотной автомобильной аккумуляторной батареи

В настоящее время эбониты практически вытеснены пластмассами, превосходящими эбониты по диэлектрическим свойствам, химической и температурной стойкости. Однако эбонитовая палочка есть в кабинете физики в каждой школе, так как является простейшим источником получения отрицательного заряда при трении о неё шерстью.
Эбониты применялись как электроизоляторы и кислотостойкие материалы при производстве электроизоляционных деталей приборов, при гуммировании различных ёмкостей для агрессивных жидкостей, корпуса кислотных аккумуляторов и т. д.
Эбониты также использовались как заменители дорогих материалов наподобие чёрного дерева, слоновой кости, рога или черепашьего панциря.
В начале и середине XX века из эбонитов изготавливали гребни, рукоятки ножей, мундштуки для сигарет и курительных трубок, перьевые ручки, мундштуки для кларнетов и саксофонов, корпусы кларнетов.